# Romuald Rudolf Perlík
Romuald Rudolf Perlík (11. března 1882 Mýto – 26. května 1947 Praha) byl premonstrát, archivář na Strahově a pedagog zabývající historií církevní hudby.
V roce 1900 vstoupil k premonstrátům, na kněze vysvěcen roku 1905. V roce 1923 absolvoval Státní archivní školu a působil jako archivář a knihovník na premonstrátské kanonii na Strahově. Vědecky se zabýval starší církevní hudbou (roku 1929 jmenován docentem dějin církevní hudby teologické fakulty v Praze).

## Život
Narodil se 11. března 1882 v Mýtě (čp. 229) u Rokycan jako Rudolf Vendelín Perlík. Studoval na gymnasiu v Klatovech v letech 1893–1898 a poté na Vinohradech (do roku 1900). Do řádu premonstrátu s řeholním jménem Romuald vstoupil 11. října 1900 a v něm složil slavné sliby v květnu 1905 o měsíc později svěcen na kněze.
Následně působil v církevní správě, do roku 1911 studoval na filosofické fakultě. Za první světové války působil jako vojenský kaplan. Po válce se stal kantorem a archivářem na Strahově, dále si doplňoval vzdělání, účastnil se druhého běhu kursu Státní archivní školy a poté složil rigorózní zkoušku (hlavní byla hudební věda) a získal titul PhDr. s prací K dějinám hudby a zpěvu na Strahově až do první poloviny XVIII. století.
Dne 10. července 1929 se habilitoval na Teologické fakultě Univerzity Karlovy v oboru dějiny církevní hudby. Zemřel 26. května 1947 po delší nemoci, přičemž v té době probíhal proces o jeho jmenováním profesorem (byl jím jmenován in memoriam).